# مایکوباکتریوم اینترمدیوم
مایکوباکتریوم اینترمدیوم (نام علمی: Mycobacterium intermedium) نام یک گونه از سرده مایکوباکتریوم است.